# Iluminismo russo

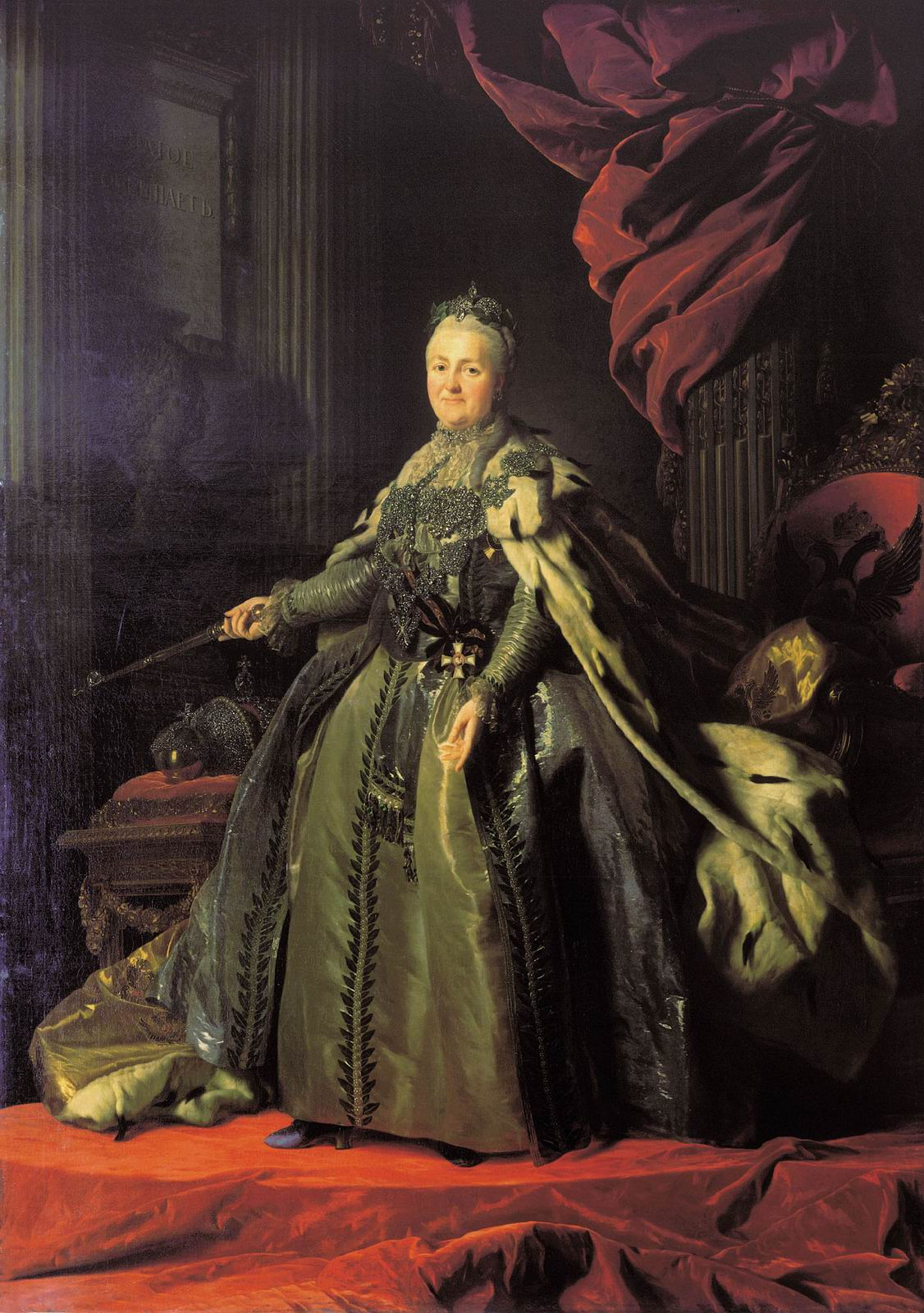
Catarina, a Grande por Alexander Roslin.

A Era do Iluminismo Russo foi um período de tempo no século XVIII durante o qual o governo começou a apoiar ativamente a proliferação das artes e das ciências. Foi nesta época que surgiram as primeiras universidades, bibliotecas, teatros e museus públicos, bem como uma imprensa relativamente livre. Tal como outros déspotas iluministas, a imperatriz Catarina, a Grande, teve um papel essencial no apoio das artes, ciências e da educação. O Iluminismo Russo distinguiu-se de outros iluminismos ocidentais na medida em que promoveu a modernização de todos os aspetos da vida russa e preocupou-se com a libertação dos servos na Rússia. Acontecimentos como a Rebelião de Pugachev e a Revolução Francesa abrandaram os avanços da época e acabaram com a criação de uma política liberal, mas as mudanças que ocorreram na vida intelectual russa foram permanentes. Houve discussões sobre a posição da Rússia no mundo, levadas a cabo por Denis Fonvizin, Mikhail Shcherbatov, Andrey Bolotov, Ivan Boltin, e Alexander Radishchev que levaram a uma separação entre aqueles que defendiam uma Rússia ocidentalizada e conservadora e os que eram mais fiéis às tradições eslavas e ao pensamento russo.

## Primeiros Desenvolvimentos
As primeiras bases do Iluminismo Russo foram construídas pelo "czar instruído", Pedro, o Grande. Foi durante o seu reinado que surgiram os sermões de Feofan Prokopovich, as sátiras de Antiokh Kantemir e os trabalhos histórico-geográficos de Vasily Tatishchev.
Durante o reinado da filha de Pedro, Isabel, as ideias do Despotismo esclarecido chegaram à Rússia. O amante da imperatriz, Ivan Shuvalov, foi o cortesão déspota perfeito: foi essencial na criação da Universidade de Moscovo e da Academia Imperial das Artes, que lançou a carreira da maioria dos intelectuais russos nos últimos vinte e cinco anos do século XVIII.
Ivan era também mecenas do maior polímato russo, Mikhail Lomonosov, que deixou a sua marca em vários ramos da ciência natural, da filosofia religiosa, da poesia e das belas-artes. Embora muitas das suas pesquisas terem, inevitavelmente, questionado a autoridade das doutrinas religiosas, Lomonosov era, na verdade, muito religioso.

## Catarina, a Grande

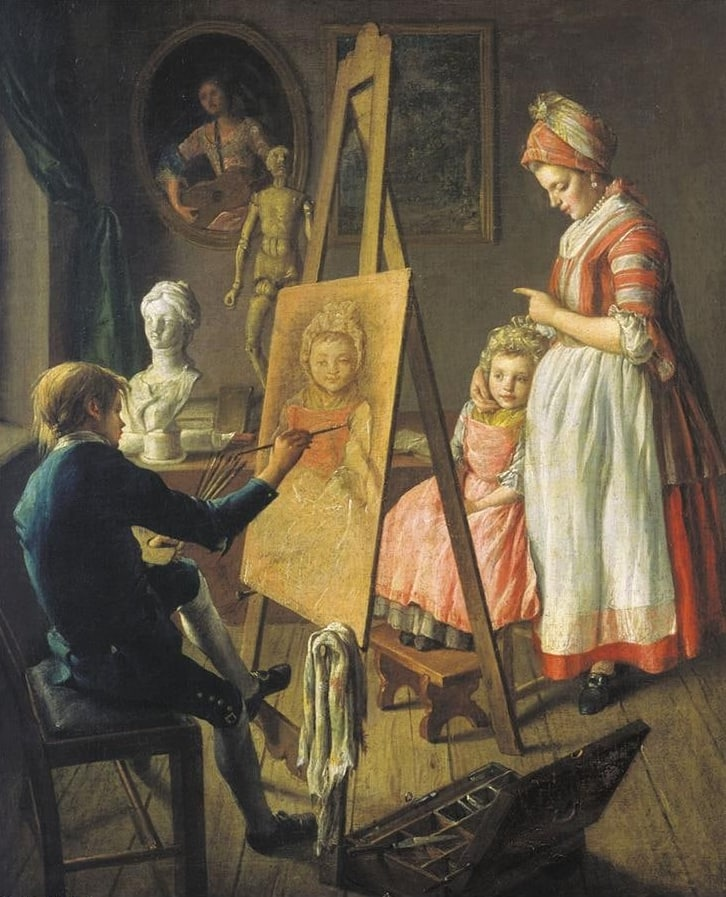
"Jovem Pintor" de Ivan Firsov.

Catarina, a Grande, considerava-se uma déspota iluminista. Lia os trabalhos dos filósofos mais respeitados da época, incluindo Montesquieu e Voltaire, e tentou aderir aos ideais do Iluminismo. Desejava ver uma Rússia que pudesse competir com o resto da Europa não só militarmente, mas também política, cultural e intelectualmente.
Muitos dos contemporâneos de Catarina questionaram a legitimidade da sua adesão aos ideias do Iluminismo e achavam-na egoísta, argumentando que a imperatriz apenas usava os conceitos da época para seu próprio benificio. Contudo, havia uma tendência sexista nestes comentários, já que aqueles que a criticavam, interpretavam a sua personalidade como sendo uma mistura de força masculina e vaidade feminina.
O termo "ocidentalização" tem vários significados diferentes dependendo dos países e das épocas em que é usado, mas, na Rússia do século XVIII, significava mudanças legislativas na economia, política e cultura. Também caracterizava a adesão das classes altas russas a uma série de normas que imitavam os valores "ocidentais". O termo também é utilizado para descrever a modernização da maquinaria, a criação de uma burocracia mais eficiente e a aceitação dos gostos da Europa ocidental.
A Rússia passou a produzir mais mercadorias e aumentou o seu exército durante o reinado de Catarina. Contudo, embora a imperatriz tenha conquistado mais terras, incluindo a Crimeia e a Polónia, melhorado o exército e apoiado os negócios burgueses, o que ela realmente desejava era modernizar a Rússia através do modelo ocidental, principalmente a pequena nobreza. A sua maior preocupação era colocar a Rússia ao mesmo nível do resto da Europa intelectualmente. Foi nesse sentido que elaborou as leis que caracterizaram o seu reinado.

### Política Externa

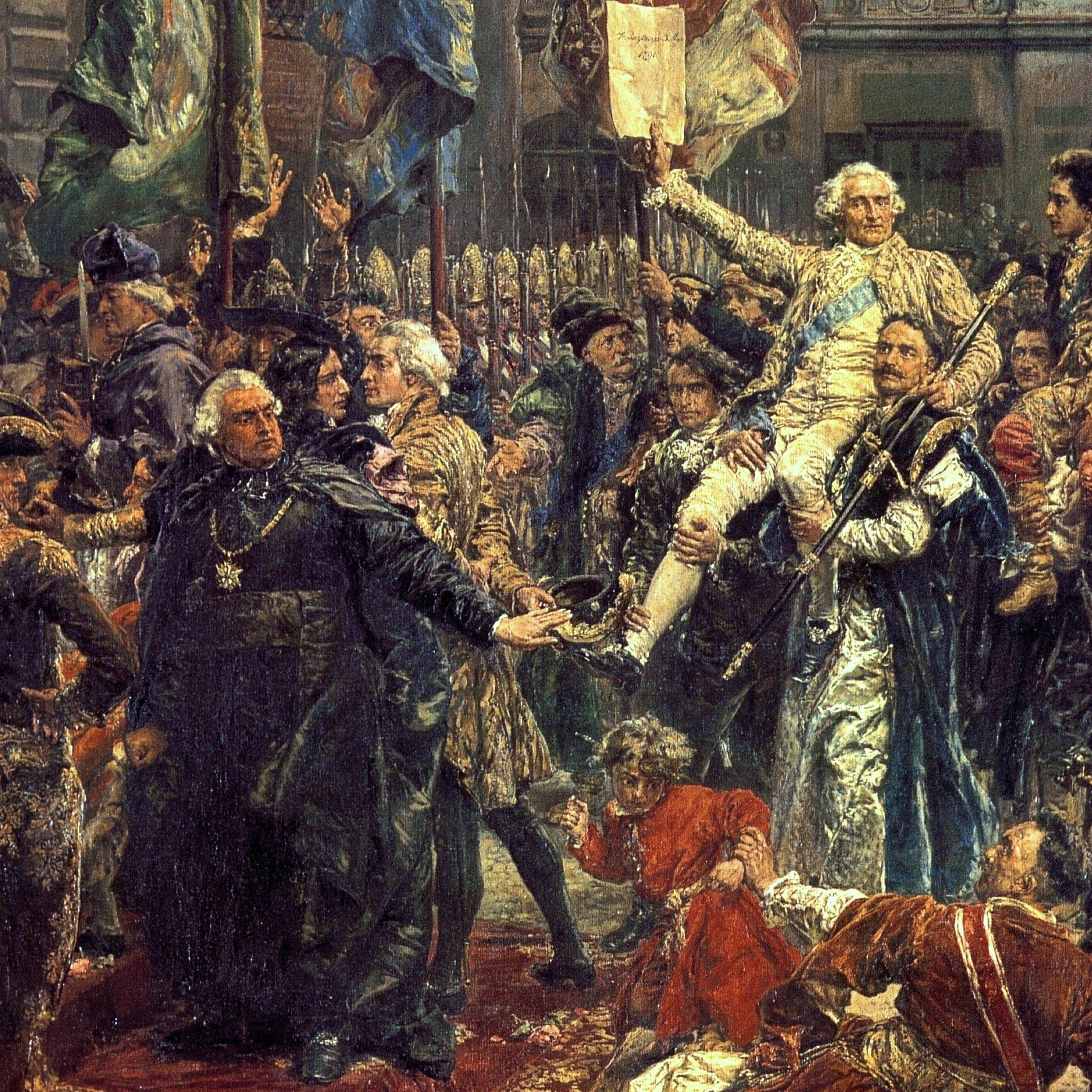
Detalhe do quadro de Jan Matejko sobre a proclamação da Constituição Polaca de 3 de Maio de 1791. Aqui vemos o rei Estanislau II da Polônia a ser transportado por membros da Sejm a caminho da Catedral de São João em Varsóvia onde a constituição foi jurada.

Quase todos os governantes russos procuraram portos mais quentes. Pedro, o Grande lutou contra o Império Otomano pela Crimeia, já que ter acesso a esta região significava chegar ao Mar Negro e aos Dardanelos. Enquanto a Rússia ocupava a Polónia, a França compreendeu que o Império Otomano era o único país que podia ameaçar Catarina. Apoiados pela França, os turcos exigiram aos russos que deixassem a Polónia, o que levou a uma declaração de guerra imediata por parte da Rússia ao sultão. Depois de várias vitórias russas, que incluíram a destruição da frota naval turca, Catarina conseguiu impressionar as grandes potências europeias. "Catarina, que até então tinha sido tratada como uma diletante na política, era agora vista pelos governos ocidentais como um génio maligno."
Catarina regressou à Crimeia em Novembro de 1776 e nomeou um governador para a reocupação da península devido aos distúrbios que la tinham ocorrido. Os habitantes da Crimeia revoltaram-se em 1778, o que motivou a ocupação do território pelos russos.ref>de Madariaga, Isabel. Catherine the Great: A Short History. Vol. 1. N.p.: Yale University, 1990. N. pag. 1 vols. Print.</ref>
Uma vez que tinha conquistado um grande poder diplomático no inicio da década de 1770, Catarina começou a trabalhar naquilo que seria chamado de "O Projeto Grego". Este plano consistia em retirar os turcos do território europeu, mas tinha também um objetivo mais utópico: reconquistar Constantinopla aos muçulmanos e devolvê-la à Igreja Ortodoxa. A Guerra Russo-Turca de 1787-1792 terminou com a conquista russa da fortaleza de Ochakov e da margem do Rio Dniester junto ao Mar Negro. Os turcos também foram forçados a reconhecer que a Crimeia era território russo.
Reconquistar Constantinopla e criar um império cristão à sua volta não parece um plano muito iluminista, no entanto, Catarina considerava as conquistas territoriais como uma forma de afirmar as intenções da Rússia. Ao declarar que Constantinopla iria, um dia, pertencer aos cristãos, a imperatriz também agradou a igreja que ainda tinha uma influência significativa no século XVIII. Catarina queria mostrar à Europa ocidental que o seu país teria uma posição forte no continente e as partições da Polónia foram um exemplo ainda mais claro da poderosa política russa. O império invadiu a Polónia em três ocasiões diferentes, primeiro em 1772, depois em 1793, e, finalmente, em 1795, tendo dividido aquele que, durante séculos, tinha sido um dos mais importantes estados europeus, entre si, a Áustria e a Prússia. Catarina considerou a Constituição Polaca de 3 de Maio de 1791 uma ameaça jacobita que fazia frente à monarquia russa e à sua influência na Polónia, o que levaria a uma intervenção militar que resultou no fim da República das Duas Nações.
As conquistas territoriais de Catarina mostram as mudanças em termo de território que ocorreram no Império Russo, mas foi mais além deste tipo de modernização que tinha sido a única de Pedro, o Grande. A criação de leis e adaptação de ideais ocidentais foram um motor de expansão para o estado.

### Política Interna

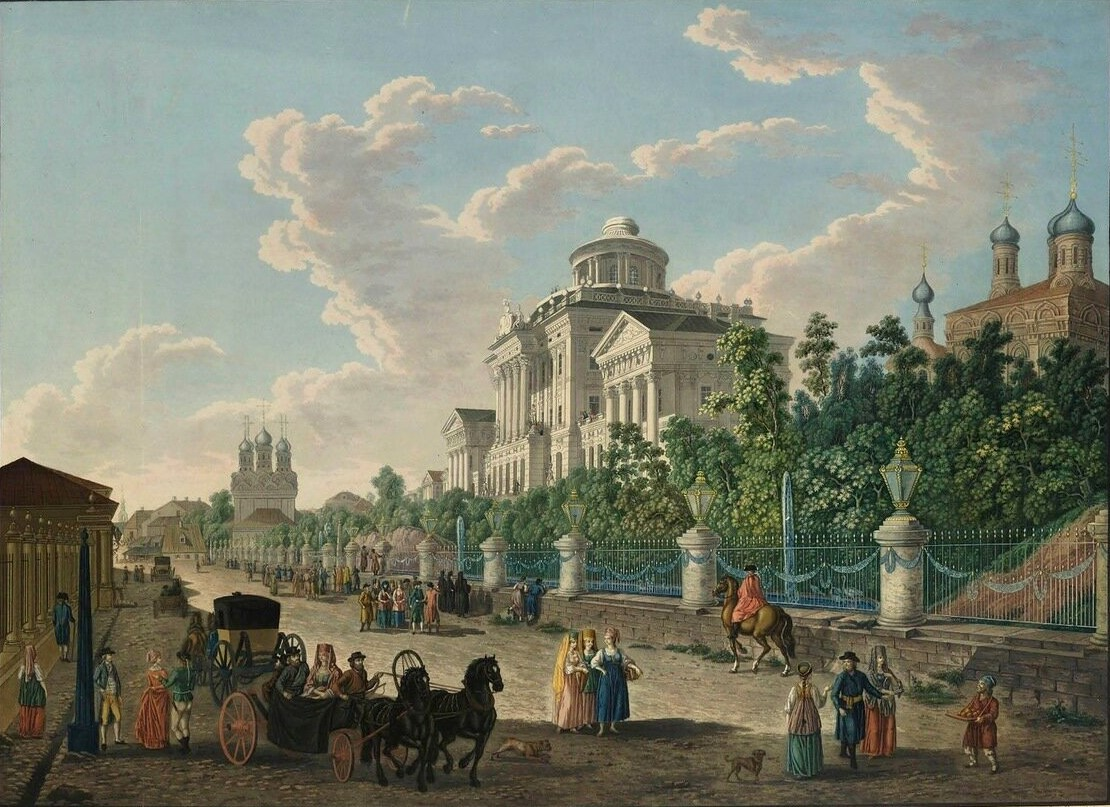
A Casa Pashkov, em Moscovo, por Gerard Delabart no século XVIII.

Seguindo o conselho dos seus correspondentes intelectuais, Catarina pôs em prática uma série de reformas que foram desde a vasta secularização de propriedade eclesiástica até reformas internas que tinham como objetivo uma melhor organização das cidades russas.
Catarina acreditava no ideal de uma política iluminista e reformou a burocracia fortemente enraizada que Pedro I tinha criado. Criou cinquenta províncias, divididas em dez distritos. Cada província continha cerca de 300,000 a 400,000 habitantes enquanto cada distrito tinha cerca de 20,000 a 30,000 pessoas. Cada província tinha um governador e uma hierarquia de oficiais que se dividiam pelos poderes executivo, legislativo e judicial. Catarina também queria que a baixa nobreza interviesse na política local de cada província.
As reformas políticas de Catarina foram além de melhorar a burocracia russa. O seu "Nakaz" ou "Instrução", um documento que escreveu para a comissão legislativa em 1767, mostrava os seus ideais políticos. A comissão tinha como objetivo elaborar um Código Legislativo para a Rússia. Foram chamados representantes de todos os estados livres do império, de organizações governamentais e até estrangeiros para analisar as leis russas. Vários conselheiros da imperatriz sugeriram a criação de um conselho para regular as leis que saíssem da comissão, mas tal ideia foi imediatamente rejeitada. Assim que Catarina começou a perder poder, ainda que fosse algo mínimo, voltou à forma de governo antiga: a autocrática. Governou através de uma série de ministérios que eram geridos por várias pessoas lideradas por presidentes que trabalhavam em conjunto com um administrador do Senado e que chegavam a ter entre vinte e trinta pessoas. O Senado não possuía qualquer poder legislativo que estava nas mãos de Catarina.
Houve muitas críticas às reformas da imperatriz. O professor Semeon Desnitskii, um seguidor de Adam Smith, sugeriu à imperatriz que esta permitisse eleições livres a cada cinco anos para os representantes do Senado e uma separação de poderes. Mikhail Kheraskov recorreu a romances e poemas para mostrar que o dever da autocrata era transformar o regime do império numa monarquia constitucional.
Para compreender a importância do reinado de Catarina, há que o comparar com o de Pedro, o Grande. Pedro promoveu a imagem de um "czar reformador". Libertou-se do antigo conceito moscovita de que o czar tinha de ser gentil. A partir do seu reinado, todos os czares passaram a ser julgados pela sua capacidade de modernizar a economia, a sociedade, a política e a vida cultural, pela influência que obtinham no estrangeiro e pela forma como implementavam ideais ocidentais. Nunca mais existiu a ideia do czar que protegia e isolava a Rússia.
A Rússia tornou-se uma grande potência graças às reformas de Pedro. O seu reinado marcou o padrão para os czares que o sucederam. Nos cento e cinquenta anos que se seguiram, os governantes russos seguiram uma política de "reforma conservadora" que consistia em manter o poder do estado e afastar as mudanças bruscas, mas também promovia uma mudança progressiva que deu à autocracia um lado liberalista que, na prática, era bastante conservador.

### Cultura

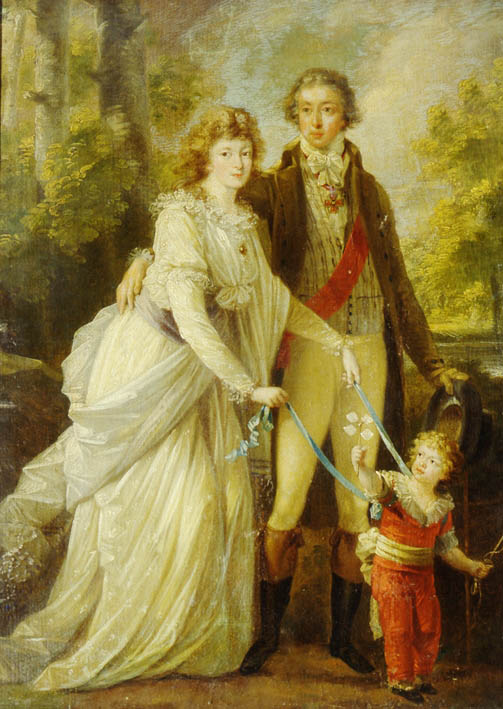
A família Tolstoy na década de 1790 por Angelica Kauffmann.

Catarina é considerada a "única líder ideológica que governou a Rússia entre Ivan IV e Lenine", visto que não queria apenas ter uma política militar e política ao mesmo nível da Europa Ocidental, mas também se esforçou por espalhar o pensamento e as práticas do Iluminismo europeu pela nobreza russa.
Ao contrário de Pedro I, que controlou a sociedade russa através de cerimónias públicas e legislação, Catarina promoveu aquilo a que chamou de "mecanismos internos para regular o comportamento." Tentou atingir este objectivo através da educação. A Rússia criou um sistema escolar controlado pelo estado que, entre outras coisas, ensinava os estudantes a comportar-se de forma exemplar dentro da sociedade. Estas escolas valorizavam, acima de tudo, dois valores: o patriotismo e a inovação.
As classes altas começaram a ganhar cada vez mais poder, o que fez com que se sentissem ao mesmo nível dos franceses, britânicos, suíços, dinamarqueses e suecos. Então, a nobreza, passou a ser vista como o "pilar do absolutismo e do estado russo", necessário para "domesticar, no sentido mais literal da palavra, a sociedade no sentido de a tornar mais ocidentalizada".
Catarina convocou a nobreza ao seu Nakaz apelando à sua "honra, que distingue todos aqueles que nasceram com ela de todos os outros de posições inferiores." Em 1785, juntou a noção de receber uma recompensa por serviços políticos à ideia de posições herdadas na sua "Declaração dos Direitos, Liberdade e Privilégios da Nobreza Russa Bem-Nascida": "O direito à posição de dvoryanin (nobreza) vem da qualidade e da virtude dos homens que lideraram em tempos antigos e se distinguiram pelo seu serviço." Catarina passou também a obrigar as assembleias de nobres em centros regionais a manter registos da genealogia de cada um dos seus membros. As reformas da imperatriz permitiram aqueles que tinham famílias historicamente poderosas a manter o seu estatuto na sociedade enquanto outros passaram a poder subir de posição através de serviços prestados. Um nobre passou a ser medido não pelo serviço que prestava à corte, mas sim por aquilo que possuía e pelas companhias que tinha.
O Instituto Smolny, criado por Catarina em São Petersburgo, inspirou-se na Maison Royale francesa de Saint Louis e ensinava raparigas da nobreza boas maneiras e uma educação moral. As raparigas estudavam não só "dança, música, bordados e economia do lar", mas também "direito, matemática, línguas, geografia, história, economia, arquitectura, ciências e ética".
A sua sub-comissão de educação não se preocupava apenas com as ciências, mas também com a educação primária, secundária e superior para assim conseguir ensinar os deveres necessários aos que viviam em sociedade. A sub-comissão começou o seu trabalho em Maio de 1768 e usou as universidade inglesas, o sistema de educação nacional prussiano e a escola irlandesa como modelos de inspiração. O estado estabeleceu uma rede de escolas primárias e liceus gratuitos em cidades provinciais em 1786. Em 1764, as cidades distritais também receberam escolas primárias, embora as cidades rurais tenham sido excluídas. Apesar de tudo poucas crianças andavam nas escolas públicas, apenas 176,000 entre 1786 e 1796, já que a Rússia tinha pouco dinheiro e professores para fazer com que estas escolas funcionassem.
A secularização, um principio "ocidental", chegou à Rússia devido às dificuldades financeiras. Claro que as ideias do Iluminismo sobre a religião influenciaram a nobreza, mas Catarina estabeleceu a Comissão das Terras Eclesiásticas a 6 de Fevereiro de 1764 para reforçar as finanças do estado. A apropriação de terras eclesiásticas pelo estado colocou uma grande quantidade de dinheiro, terra e camponeses sob o controlo de Catarina.

### Economia
O esforço do estado para ocidentalizar a nobreza russa afectou fortemente as suas circunstâncias económicas. As classes mais abastadas passaram a receber mais dinheiro para pagarem a educação e os hábitos ocidentais. Nesta época, a nobreza russa consistia de uma grande maioria empobrecida e uma minoria abastada. A nobreza mais baixa dedicava-se à agricultura e vivia pouco melhor do que os servos que possuía. Em 1777, 59% da nobreza possuía menos de vinte servos. A vida dos servos e dos camponeses mudou pouco durante o reinado de Catarina. Em 1762, a classe rural foi dividida em três grupos: os servos privados, os camponeses da igreja e os camponeses do estado. A parcela maior eram os servos privados, que consistiam 56% do total, e estavam impedidos de sair das suas terras devido aos impostos e ao serviço militar. Os seus mestres tinham a responsabilidade legal de os alimentar em tempos de fome, cuidar deles na sua velhice e pagar o seu imposto individual.
A classe mais alta da Rússia era a que investia mais dinheiro na manufactura, que cresceu durante o reinado de Catarina. O número de industrias cresceu de cerca de 600-700 em 1762 para mais de 2000 quando o seu reinado terminou. A agricultura russa também cresceu devido à pressão económica exercida sobre a nobreza que precisava de mais dinheiro para satisfazer os seus novos hábitos ocidentais. A nobreza utilizou as terras aráveis que já possuía bem como novas terras que adquirira nas periferias do império. Esta expansão aconteceu principalmente nas décadas de 1780 e 1790.
Ao longo do reinado de Catarina, a imperatriz tentou equilibrar a política liberal com as ideias económicas de Adam Smith e este forte controlo iniciou-se no reinado de Pedro I. Catarina preferia ter trabalhadores assalariados na industria, baixou as tarifas internas e as taxas aduaneiras e não apoiou os monopólios. Também proibiu a compra de servos para a industria.
Em 1762, a igreja possuía dois terços da terra cultivável, mas depois da reforma de Catarina, essas terras passaram a render ao estado "uma renda anual de 1,370,000 de rublos dos quais apenas 463,000 foram pagos à igreja entre 1764 e 1768.

### Catarina e Voltaire

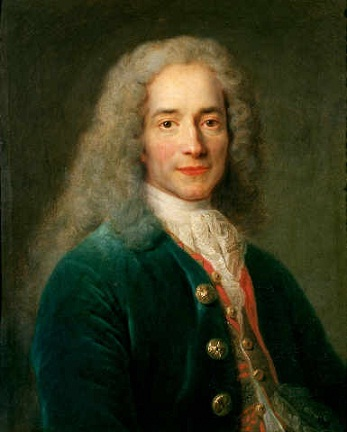
Voltaire.

Catarina iniciou a sua correspondência com Voltaire depois de muito esforço. No outono de 1763, a imperatriz conseguiu fazer com que o seu secretário suíço, François-Pierre Pictet, um antigo conhecido de Voltaire, lhe enviasse uma carta, supostamente escrita por ela mesma, na qual Pictet a elogiava. Catarina fez muitas outras tentativas para se associar com os filósofos franceses: ofereceu-se para publicar a Encyclopédie na Rússia, conseguiu fazer com que várias peças de Voltaire fossem encenadas na corte de São Petersburgo, pediu cópias dos seus trabalhos completos e convidou-o a visitar a Rússia. Os seus elogios acabaram por conquistar Voltaire e os dois começaram a trocar correspondência no outono de 1763 até à morte do filósofo quinze anos depois.
Uma relação com Voltaire era benéfica para Catarina de várias maneiras. Primeiro, Catarina precisava de fortalecer o seu direito ao trono, já que a sua conquista do poder do marido era recente e tinha sido feita através de um golpe de estado. Uma vez que a filosofia moldava significativamente a opinião publica na Europa ocidental, Catarina queria desesperadamente obter a aprovação de Voltaire e foi através dele que conquistou mais apoiantes para as suas políticas por todo o ocidente. Voltaire também despertava o interesse da imperatriz a nível intelectual, visto que ambos se interessavam por política, filosofia e literatura. A sua correspondência com Voltaire permitia-lhe expor a sua curiosidade intelectual.
Voltaire também beneficiou desta amizade. Sendo um antigo admirador do despotismo esclarecido, o filósofo apoiava as políticas seculares de Catarina. Achava que a sua correspondência com a imperatriz o iria ajudar a explorar as hipóteses do despotismo esclarecido e iria permiti-lhe comparar as leis e costumes russos com os franceses. Em 1763, Voltaire já se interessava pela Rússia a nível intelectual, tendo escrito, 1759, a "Histoire de l'Empire de Russie sous Pierre le Grand". Além do mais, uma vez que estava a ser perseguido na Europa pelas suas ideias e chegou mesmo a ser exilado de Paris, gostou dos elogios da imperatriz da Rússia e do facto de esta reconhecer os seus talentos e pensamento moderno.
Voltaire foi importante para promover a imagem de Catarina na Europa e é considerado o "mais distinto partidário ocidental de Catarina, bem como o seu devoto mais entusiasta e o seu propagandista mais incansável e eloquente." Além de espalhar as suas glórias entre os seus amigos, Voltaire escreveu panfletos que apoiavam as políticas de Catarina e conseguiu fazer com que os jornais publicassem as suas cartas e declarações, tendo como principal alvo a imprensa anti-russa como a Gazette de France, a Gazette de Cologne, e o Courrier d'Avignon. Voltaire até conseguiu convencer o historiador francês Claude-Carloman de Rulhière a não publicar o seu "Histoire ou necdotes sur la révolution de Russie en l'année 1762" que dava um testemunho depreciativo da subida ao poder de Catarina.

#### Correspondência
Os principais assuntos que Voltaire e Catarina discutiam nas suas cartas eram sobre política interna e externa. Apesar de ambos gostarem de literatura, arte e filosofia, era muito raro falarem de tais assuntos. Um intelectual sugeriu que Catarina não tinha capacidades para ter tais discussões com Voltaire e que falava principalmente de assuntos políticos para converter o filósofo às suas ideias. Apesar de tudo, os dois chegaram a falar sobre cultura em 1772, o que pode sugerir que Catarina queria desviar as atenções de Voltaire da questão da partição da Polónia.
Tanto Catarina como Voltaire escreviam um ao outro num tom apreciativo. Dissesse sobre as cartas do filósofo a Catarina que estas eram "um catálogo de elogios extravagantes e pouco qualificados que aprovavam completamente a sua política." Chegou mesmo a dirigir-se a ela como "minha Catarina". Embora a imperatriz também o elogiasse nas suas cartas, escrevia de forma mais formal, talvez devido ao facto de mandar o seu secretário rever as cartas (ao contrário do que fazia com as cartas escritas a Frederico, o Grande da Prússia) antes de as enviar. A principal diferença entre os dois conjuntos de cartas parece ser o facto de "Catarina elogia Voltaire para acariciar a sua vaidade e brincar com os seus preconceitos," enquanto os elogios de Volteire "contêm traços de devoção heróica".

#### Política Interna
Nas suas discussões sobre a política interna russa, Catarina só dava a Voltaire notícias que fossem positivas para a Rússia e para o seu reinado. Nas suas cartas, Rússia era economicamente estável e um país próspero e ela era o epíteto do déspota esclarecido.
Catarina exagerava fortemente a estabilidade económica do país, dando informações enganadoras a Voltaire sobre o assunto. Por exemplo, na sua correspondência, Catarina nunca mencionou a rebelião de Pugachev que aconteceu entre 1773 e 1774. Quando Voltaire falou sobre este assunto, Catarina não lhe deu grande importância, dizendo que estava tudo controlado. Como tal, Voltaire nunca se apercebeu das dificuldades económicas dos camponeses russos que tinham levado à revolta.
Os dois discutiam leis com frequência, já que ambos eram a favor do poder absoluto da lei. Voltaire pediu informação sobre as regulações de Catarina e ela enviou-lhe uma cópia das suas Instruções, que o filósofo leu duas vezes. O tema da servidão, à qual Voltaire estava contra, também aparece frequentemente na sua correspondência. Apesar de Voltaire ter aconselhado Catarina sobre o tema, nunca lhe impôs as suas ideias, nem condenou a imperatriz por não ser mais progressiva.
Apesar de tudo, Voltaire deixou clara a sua posição quanto à servidão num ensaio que escreveu para um concurso da Sociedade Económica Livre de São Petersburgo em 1767. O tema do concurso, escolhido por Catarina, era "os méritos da propriedade de terras privadas por parte dos camponeses". O ensaio de Voltaire, para sua desilusão, recebeu apenas um prémio honorário.

## Educação

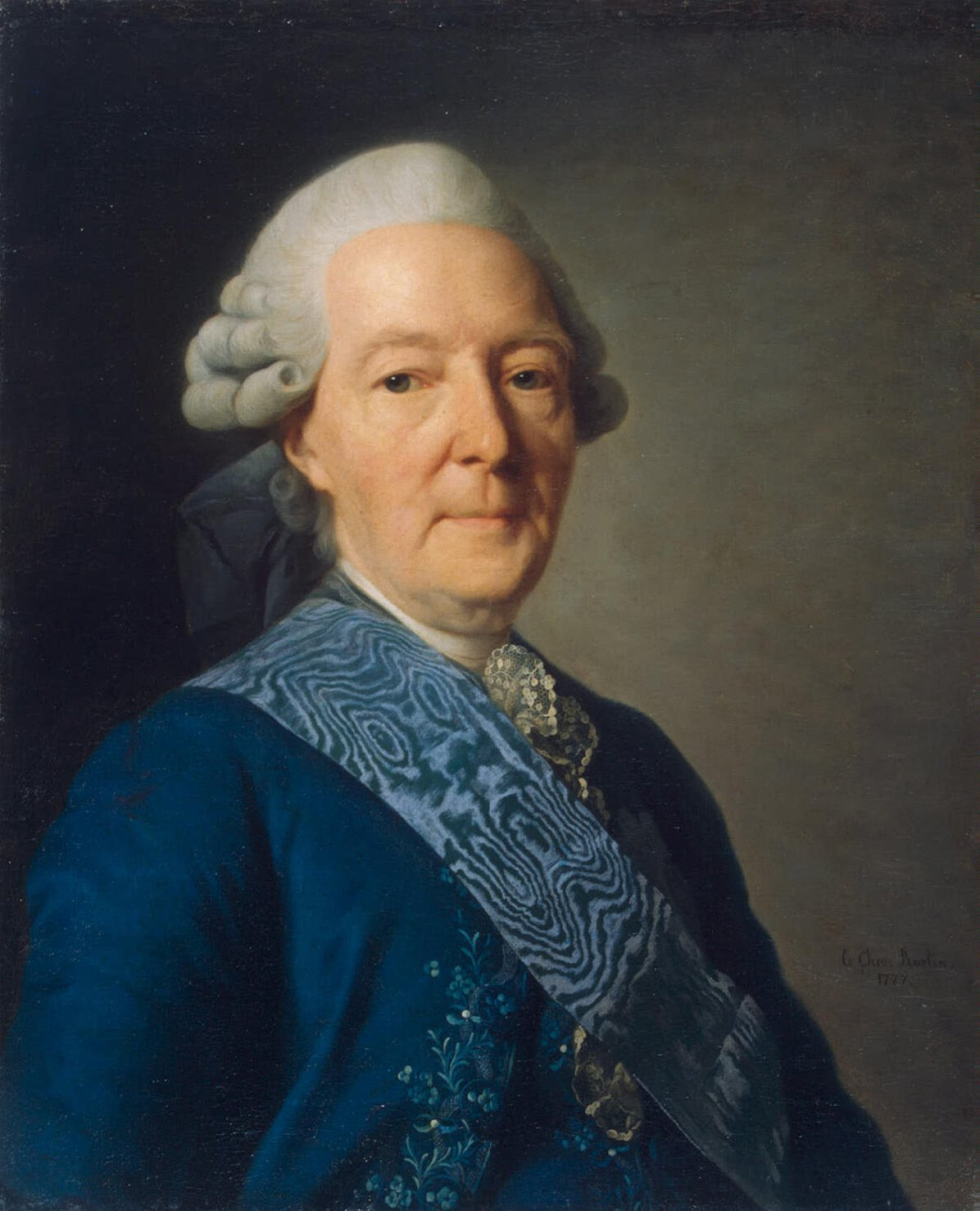
Ivan Betskoy.

Mikhail Shcherbatov, um publicista e historiador, teve uma abordagem mais conservadora influenciada pelos trabalhos de Rousseau. Shcherbatov criticou sarcasticamente as instituições sociais existentes, afirmando que a educação em massa e não reformas políticas complexas e a abolição da servidão, seria eficaz no melhoramento da moral da sociedade russa.
De forma semelhante, Ivan Betskoy promoveu uma reforma compreensiva da educação que iria resultar no desenvolvimento de "uma nova raça de cidadãos". As suas propostas foram implementadas em parte, por exemplo, no Instituto Smolny que mantinha a tradição de que a educação feminina era essencial para a renovação de uma sociedade moderna corrupta.
Catarina II pode ser considerada responsável pela criação da universidade estatal russa. A 25 de Maio de 1779, foi anunciada a abertura de uma escola de agrimensura. A escola recebeu o nome de Konstantinovsky em honra do grão-duque Constantino Pavlovich, neto de Catarina, que nasceu nesse mesmo ano. O governo e a própria imperatriz financiaram e geriram a escola desde a sua criação, promovendo o investimento na educação. As leis da época dava especial importância à gerência de terras: "Atualmente, a agrimensura é um negócio que é levado a cabo não só para o beneficio e paz de todos os proprietários, mas também pelo estado com a glória do imperador e vantagens de paz e sossego para todos os habitantes do estado."
A amiga de Catarina, a princesa Catarina Vorontsova-Dashkova, que é considerada uma das primeiras feministas da História, presidiu a Academia das Ciências durante muitos anos. Em 1783, criou a Academia Russa, que modelou segundo a Academia Francesa. Com o objetivo de promover o conhecimento e estudar a língua russa, a Academia Russa criou o primeiro dicionário da língua russa.
Até o monólito da Igreja Ortodoxa Russa parecia render-se às influências do Iluminismo. Os ensinamentos de Platon Levshin, metropolita de Moscovo, sublinhou a importância da tolerância e encorajou o melhoramento da educação eclesiástica.

## Artes

### Teatro
Os ideias do Iluminismo foram popularizados pelo recém-criado teatro russo. A primeira trupe de teatro russa foi criada em Yaroslavl por Fyodor Volkov e Ivan Dmitrievsky durante o reino da imperatriz Isabel. O autor do reportório representado por ela era Aleksandr Sumarokov.
Durante o reinado de Catarina, alguns dos dramaturgos mais conhecidos eram Denis Fonvizin, que ridicularizava os comportamentos rústicos da baixa nobreza do campo e a sua tentativa de imitar tudo o que era francês, Vladislav Ozerov, que escreveu muitas tragédias neoclássicas com um toque sentimentalista, e Yakov Knyazhnin, cujo drama sobre uma revolta contra a dinastia Rurik foi considerado jacobino e queimado em praça pública em 1791.
Até o poeta preferido de Catarina, Gavrila Derzhavin, que tentava fazer com que as suas odes misturassem entretenimento com educação, teve alguns dos seus poemas proibidos durante os últimos anos de reinado de Catarina.

### Ópera

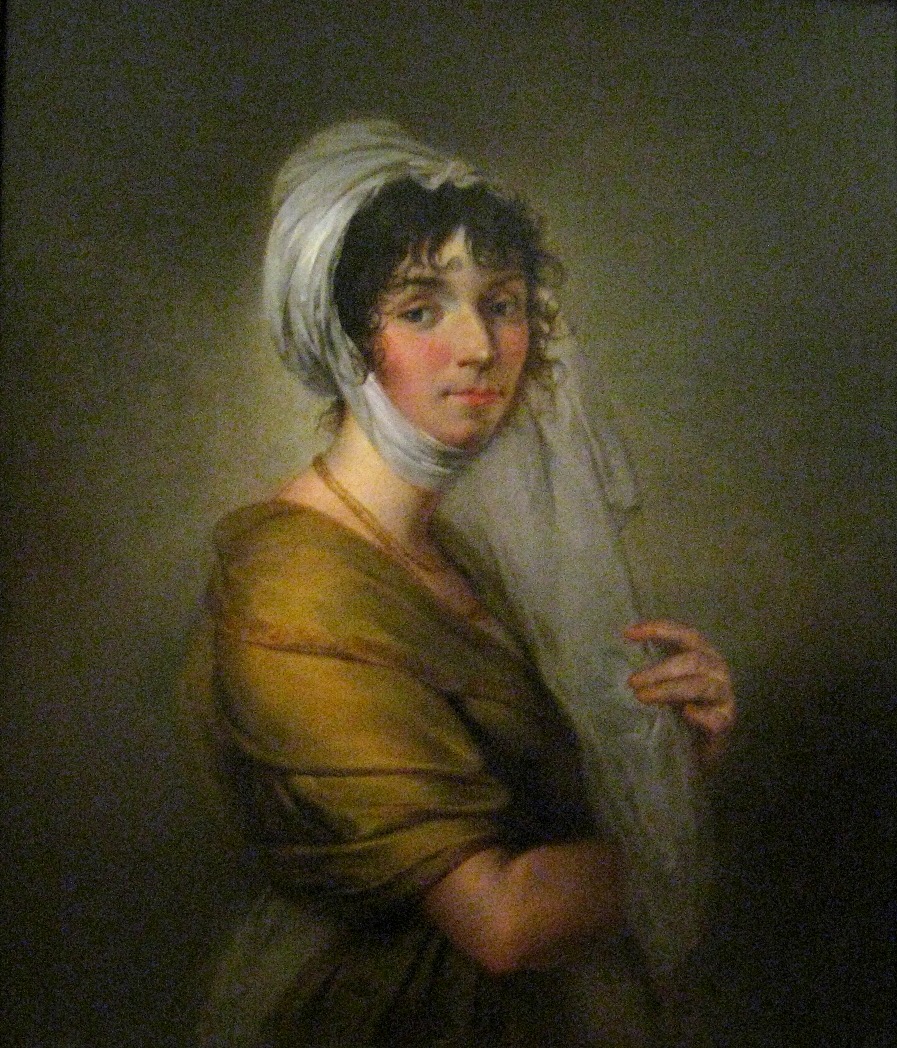
Praskovya Zhemchugova, uma serva que se tornou uma popular cantora de ópera.

A ópera chegou à Rússia em 1731, quando a imperatriz Ana convidou a trupe de ópera italiana a cantar Calandro de Giovanni Alberto Ristori durante as comemorações da sua coroação em Moscovo. Em 1735, outra trupe de ópera italiana, conduzida pelo compositor Francesco Araja foi convidada a trabalhar em São Petersburgo. Araja passou vinte e cinco anos na Rússia e escreveu catorze óperas para a corte russa, incluindo Tsefal i Prokris (1755), a primeira ópera escrita em russo para o libretto por Alexander Sumarokov.
Compositores estrangeiros como Johann Adolf Hasse, Hermann Raupach, Galuppi, Manfredini, Traetta, Paisiello, Sarti, Cimarosa e Martin y Soler, Ivan Kerzelli, Antoine Bullant, contribuíram de forma importante para a ópera russa. Havia também óperas muito populares escritas pelo belga André Ernest Modeste Grétry que eram levadas ao palco em vários locais, incluindo os teatros Kuskovo e Ostankino, onde contaram com a participação da conhecida soprano Praskovya Zhemchugova, uma serva, na ópera privada de Nikolai Sheremetev.
Catarina II enviou alguns compositores russos como Berezovsky e Bortniansky para o estrangeiro para estudarem a arte da composição e depois todos eles escreveram óperas em italiano e francês. Só no início da década de 1770 é que começaram as primeiras tentativas modestas de compor em língua russa. Entre estas tentativas contam-se a ópera de um ato "Anyuta" de 1772 que teve um grande sucesso e surgiu do texto de Mikhail Popov, "Melnik - koldun obmanshchik i svat" (O Moleiro Que Era Um Feiticeiro, Um Batoteiro e Um Casamenteiro) de 1779 a partir do texto de Alexander Ablesimov com música de Mikhail Sokolovsky.
As contribuições mais importantes para o género da ópera foram feitas por Vasily Pashkevich com obras como "O Acidente de Carroça" (Neschastye ot karety, 1779), "O Avarento", com texto de Yakov Knyazhnin, baseado em Molière (1782), e "Fevey", composto para um libretto de Catarina, a Grande (1786). Outro artista importante foi Yevstigney Fomin, treinado em Itália, que contribuiu com "O Cocheiro da Estação de Relay" (Yamshchiki na podstave, 1787), "Orfey i Evridika", uma ópera melodramática com texto de Yakov Knyazhnin (1792) e "Os Americanos" (Amerikantsy, 1800), uma ópera cómica.

### Outra Música
Em 1746, realizou-se o primeiro concerto de música público na Rússia e rapidamente se tornou uma tradição. Os concertos eram dominados por músicos estrangeiros antes dos virtuosos russos apareceram nas décadas de 1780 e 1790. Alguns deles incluíam o violinista Ivan Khandoshkin e a cantora Elizaveta Sandunova. O senador Grigory Teplov também era um músico amador que publicou, em 1751, uma coleção das suas canções intitulada "Horas Ociosas Longe do Trabalho". O negócio da publicação de música, as vendas de partituras estrangeiras e de periódicos sobre música começaram a aumentar a partir da década de 1770.
As ouverture e canções da ópera de Ivan Kerzelli, "O Feiticeiro da Aldeia" (Derevenskiy vorozheya), foram publicadas em Moscovo em 1778. Foram os primeiros fragmentos de ópera a ser impressos na Rússia. As vendas de instrumentos musicais, principalmente de pianos, guitarras e harpas, também começaram a aumentar. Os géneros de música sagrados também se começaram a transformar devido às influências estrangeiras. Compositores de ópera italiana como Galuppi e Sarti começaram a escrever liturgias para missas. O género de concerto coral tornou-se tradicional na música litúrgica de Degtyaryov, Vedel, Bortnyansky, Berezovsky, Davydov, e Turchaninov.

## Período Posterior
Em 1796, quando o czar Paulo I chegou ao trono, o Iluminismo Russo já começava a esmorecer. Apesar de o novo monarca se opôr ferozmente às influências libertinas francesas, libertou os escritores radicais que a sua mãe tinha prendido, incluindo Novikov e Radishchev. A família de Paulo gostava dos recitais e das fábulas didáticas de Ivan Krylov, um fabulista cujas atividades jornalísticas tinham sido condenadas por Catarina, a Grande.
O Comité Informal, criado por Alexandre I da Rússia em 1801, pode ter sido a última tentativa para implementar os ideais do Iluminismo no Império Russo. Mikhail Speransky delineou um programa ambicioso de reformas políticas, mas as suas principais ideias não começaram a ser executadas até ao período das grandes reformas de Alexandre II, meio século depois.